# Szent Mihály és Gábriel arkangyalok fatemplom (Szurdok)
A szurdoki Szent Mihály és Gábriel arkangyalok fatemplom műemlékké nyilvánított épület Romániában, Máramaros megyében. A romániai műemlékek jegyzékében az  MM-II-m-A-04755 sorszámon szerepel.